# Карпов Володимир Федорович
Володимир Федорович Карпов (4 листопада 1911, Молочанськ — 23 вересня 1987, Жданов) — український господарчий і громадський діяч, директор виробничого об'єднання «Ждановважмаш», Герой Соціалістичної Праці (5.04.1971). Депутат Верховної Ради УРСР 6—9-го скликань.

## Біографія
Народився 4 листопада 1911 року в місті Молочанську (тепер Токмацького району Запорізької області). У 1931 році закінчив технікум.
З 1931 року — технік Харківського тракторного заводу імені Орджонікідзе, з 1933 року — фрезерувальник, майстер дільниці, старший інженер-технолог Новокраматорського машинобудівного заводу Сталінської області.
У 1937 році закінчив Харківський механіко-машинобудівний інститут.
У 1941—1945 роках — в Червоній армії. Учасник радянсько-німецької війни, розвідник, майор.
У 1946—1955 роках — заступник головного технолога, начальник виробництва, головний інженер Новокраматорського машинобудівного заводу Сталінської області.
Член ВКП(б) з 1949 року.
У 1955—1957 роках — радник Міністерства важкого машинобудування СРСР в Німецькій Демократичній Республіці.
У 1957—1961 роках — головний інженер Управління машинобудування Сталінського раднаргоспу.
У 1961—1976 роках — директор Ждановського заводу важкого машинобудування імені 50-річчя Великої Жовтневої соціалістичної революції Донецької області. У 1976—1980 роках — генеральний директор виробничого об'єднання «Ждановважмаш» імені 50-річчя Великої Жовтневої соціалістичної революції у місті Жданові Донецької області. При ньому закінчено будівництво палацу культури «Іскра».
Депутат Верховної Ради УРСР у 1965—1980 роках. Був пенсіонером союзного значення.
В Жданові проживав за адресою: проспект Металургів, 213/3, квартира 18. Помер 24 вересня 1987 року. Похований на Старокримському кладовищі під Маріуполем.

## Нагороди, звання
Герой Соціалістичної Праці (5.04 1971). Лауреат Сталінської премії (1951). Лауреат Державної премії України в галузі науки і техніки (1978) за створення і промислове впровадження принципово нового способу одержання литих заготовок з властивостями поковок.
Почесний громадянин Маріуполя з 3 вересня 1987 року. Звання присвоєне за заслуги в роки радянсько-німецької війни, доблесну працю, великий внесок в розвиток важкого машинобудування, багаторічну громадську діяльність.
Нагороджений орденами Червоної Зірки (17.08.1944), Леніна (5.04.1971), Вітчизняної війни 1-го (15.06.1945; 6.11.1985) і 2-го ступенів (6.11.1944), трьома орденами Трудового Червоного Прапора (26.04.1956; 17.06.1961; 9.07.1966), медалями.

## Пам'ять

пам'ятник

На честь Володимира Карпова в Кальміуському районі Маріуполя названа вулиця і в 2002 році встановлений пам'ятник біля центральних прохідних ВАТ «Азовмаш».